# 李金龍 (棒球運動員)
李金龍（1988年2月4日—），為台灣的棒球選手之一，曾經效力於中華職棒興農牛隊，守備位置為投手。

## 經歷
- 臺北縣中港國小少棒隊
- 臺北縣中平國中青少棒隊
- 臺北縣穀保家商青棒隊
- 國立臺灣體育運動大學棒球隊
- 中華職棒兄弟二軍借將（2010年）
- 桃園市桃園航空城棒球隊（2010年）
- 中華職棒興農牛代訓球員（2011年）
- 中華職棒興農牛（2011年—2012年）
- 中華職棒義大犀牛（2013年）
- 崇越科技棒球隊（2014年—2018年）
- 安永鮮物棒球隊投手教練（2019年—2021年）
- 環球科技大學棒球隊教練（2022年—）
- 新北市中港國小少棒隊教練（2022年—）
- 光芒社區少棒隊教練（2022年—）

## 職棒生涯成績
| 年度   | 球隊   | 出賽 | 勝投 | 敗投 | 中繼 | 救援 | 完投 | 完封 | 四死 | 三振 | 責失 | 投球局數 | 防禦率 |
| ------ | ------ | ---- | ---- | ---- | ---- | ---- | ---- | ---- | ---- | ---- | ---- | -------- | ------ |
| 2012年 | 興農牛 | 25   | 1    | 0    | 0    | 0    | 0    | 0    | 19   | 17   | 24   | 33.0     | 6.55   |
| 合計   | 1年    | 25   | 1    | 0    | 0    | 0    | 0    | 0    | 19   | 17   | 24   | 33.0     | 6.55   |

## 特殊事蹟
- 2012年3月25日，一軍生涯初登板對戰統一7-ELEVEn獅隊，後援4局用59球，被擊出6支安打、失2分。
- 2012年8月8日，對戰兄弟象隊，在2局下登板投球；中繼4局用56球，被擊出5支安打、失1分，拿下一軍生涯首場勝投[1]。

## 外部連結
- 李金龍在台灣棒球維基館上的頁面（繁體中文）
- 球員資訊和成績在中華職棒官網（中文）